# Amtsgericht Bad Liebenwerda

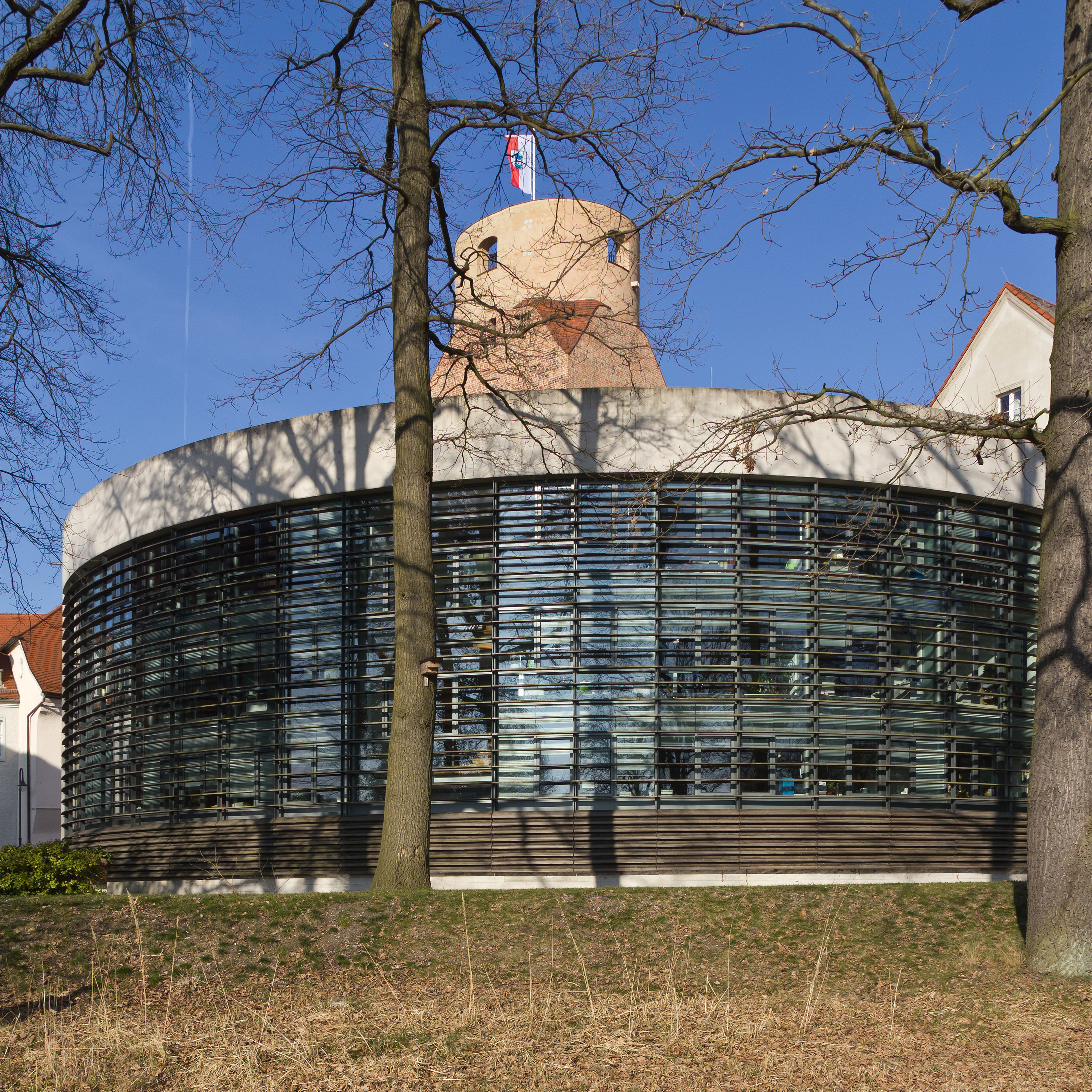
Gerichtsgebäude (2014)

Das Amtsgericht Bad Liebenwerda (bis 1925: Amtsgericht Liebenwerda), ein Gericht der ordentlichen Gerichtsbarkeit, ist eines von fünf Amtsgerichten (AG) im Bezirk des Landgerichtes Cottbus.

## Gerichtssitz und -bezirk
Sitz des Gerichtes ist  die Stadt Bad Liebenwerda im Landkreis Elbe-Elster. Der 1900 km² große Gerichtsbezirk erstreckt sich auf die Städte und Gemeinden Bad Liebenwerda, Crinitz, Doberlug-Kirchhain, Elsterwerda, Falkenberg/Elster, Fichtwald, Finsterwalde, Gorden-Staupitz, Gröden, Großthiemig, Heideland, Herzberg (Elster), Hirschfeld, Hohenbucko, Hohenleipisch, Kremitzaue, Lebusa, Lichterfeld-Schacksdorf, Massen-Niederlausitz, Merzdorf, Mühlberg/Elbe, Plessa, Röderland, Rückersdorf, Sallgast, Schilda, Schlieben, Schönborn, Schönewalde, Schraden, Sonnewalde, Tröbitz und Uebigau-Wahrenbrück. In ihm leben mehr als 104.000 Menschen.
Für die Führung des Handels-, Genossenschafts-, Vereins- und Partnerschaftsregisters ist das Amtsgericht Cottbus als Zentrales Registergericht zuständig. Mahnverfahren bearbeitet das Amtsgericht Wedding als Zentrales Mahngericht.

## Geschichte
Von 1849 bis 1879 bestand in Liebenwerda das Kreisgericht Liebenwerda. Im Rahmen der Reichsjustizgesetze wurden reichsweit einheitlich Oberlandes-, Land- und Amtsgerichte gebildet. Das königlich preußische Amtsgericht Liebenwerda wurde mit Wirkung zum 1. Oktober 1879 als eines von 16 Amtsgerichten im Bezirk des Landgerichtes Torgau im Bezirk des Oberlandesgerichtes Naumburg gebildet. Der Sitz des Gerichtes war die Stadt Liebenwerda. Sein Gerichtsbezirk umfasste den Landkreis Liebenwerda außer den Teilen, die den Amtsgerichten Elsterberga, Herzberg und Mühlberg zugeordnet waren. Am Gericht bestanden 1880 zwei Richterstellen. Das Amtsgericht war damit ein mittelgroßes Amtsgericht im Landgerichtsbezirk. Mit der Umbenennung von Liebenwerda zu Bad Liebenwerda im Jahr 1925 änderte sich der Name des Amtsgerichtes auf Amtsgericht Bad Liebenwerda.
Im Jahre 1952 wurden in der DDR die Amtsgerichte aufgehoben und durch Kreisgerichte ersetzt. Bad Liebenwerda kam zum Kreis Bad Liebenwerda, entsprechend entstand das Kreisgericht Bad Liebenwerda im Bezirk des Bezirksgerichtes Cottbus. Nach dem Zusammenbruch der DDR wurden mit dem Brandenburgischen Gerichtsneuordnungsgesetz (BbgGerNeuOG), verkündet als Artikel 1 des Gesetzes zur Neuordnung der ordentlichen Gerichtsbarkeit und zur Ausführung des Gerichtsverfassungsgesetzes im Land Brandenburg vom 14. Juni 1993 (GVBl. I S. 198), das Kreisgericht aufgehoben und bildete zum 1. Dezember 1993 das Amtsgericht Bad Liebenwalde neu. Es war nun dem Landgericht Cottbus nachgeordnet. Zuständiges Oberlandesgericht ist das Brandenburgische Oberlandesgericht in Brandenburg an der Havel.

## Gebäude
Das Gericht ist im Stadtzentrum unmittelbar neben dem Lubwartturm in dem Gebäude Burgplatz 4  untergebracht. Das Grundbuchamt befindet sich an der Anschrift Burgplatz 5.